# Gronowice (województwo dolnośląskie)
Gronowice – wieś w Polsce położona w województwie dolnośląskim, w powiecie oleśnickim, w gminie Dziadowa Kłoda.

## Podział administracyjny
W latach 1975–1998 miejscowość administracyjnie należała do województwa kaliskiego.

## Kolekcja Minkwitza
Na początku XIX w. majątek należał do barona  Sylwiusza Augusta Minkwitza, z zamiłowania ornitologa. Baron przez całe życie kolekcjonował modele ptaków występujących na ziemiach niemieckich. Po jego śmierci kolekcja została sprzedana Komisji Rządowej Wyznań Religijnych i Oświecenia Publicznego w Warszawie, którą reprezentował prof. Feliks Jarocki. Kolekcja Minkwiza stała się też podstawą do tworzenia Gabinetu Zoologicznego Uniwersytetu Warszawskiego.